# Conocephalus montana
Conocephalus montana is een rechtvleugelig insect uit de familie sabelsprinkhanen (Tettigoniidae). De wetenschappelijke naam van deze soort is voor het eerst geldig gepubliceerd in 1928 door Uvarov.
1. ↑  (en) Conocephalus montana op de IUCN Red List of Threatened Species.